# Associação de Futebol da Finlândia
A Associação de Futebol da Finlândia (em finlandês: Suomen Palloliitto, SPL; em sueco: Finlands Bollförbund, FBF) é a entidade que governa o futebol na Finlândia. Foi fundada a 19 de maio de 1907, e sua sede fica em Helsínquia.
Esta é a responsável pelas equipas masculina e feminina, além do segundo e terceiro escalões nacionais. Já o principal escalão é organizado por um órgão distinto, enquanto os escalões mais inferiores (o quarto e abaixo) são organizados pelas doze organizações distritais.

## Visão geral
Possui mais de mil equipas associadas e aproximadamente cento e quinze mil atletas registrados. A pesquisa finlandesa da Gallup indicou que o desporto é um passatempo popular, com cerca de quinhentos mil finlandeses interessados. A associação é a maior federação de esportes amadores da Finlândia. Também é a responsável por várias publicações, inclusive a Futari.
A associação também era o órgão governante de bandy na Finlândia até a fundação da associação correspondente. Ela também organizou o primeiro campeonato de hóquei no gelo do país a 1928, antes do estabelecimento do órgão correspondente no ano seguinte.

## Organizações distritais
Nos escalões inferiores, o futebol finlandês é administrado pelas seguintes doze organizações distritais:
- Associação de Futebol das Ilhas de Alanda
- Associação de Futebol de Helsínquia
- Associação de Futebol da Finlândia Oriental
- Associação de Futebol do Sudeste da Finlândia
- Associação de Futebol da Ostrobótnia Central
- Associação de Futebol da Finlândia Central
- Associação de Futebol da Finlândia Setentrional
- Associação de Futebol de Satakunta
- Associação de Futebol de Tampere
- Associação de Futebol de Turku
- Associação de Futebol de Vantaa
- Associação de Futebol de Vaasa